# Camilo Torres
Camilo Torres Restrepo, född 3 februari 1929 i Bogotá, död 15 februari 1966 i San Vicente de Chucuri, var en colombiansk katolsk präst och befrielseteolog. Han var en aktiv medlem av Ejército de Liberación Nacional (ELN - Nationella befrielsearmén), den första sydamerikanska gerillarörelse som hade aktiva kristna bland sina medlemmar.

## Utbildning och arbete
Camilo Torres kom från en av de rikaste familjerna i Colombia. Han avlade studentexamen vid Liceo Cervantes 1946. Efter en termins juridikstudier vid National University of Colombia , gick han över till studier vid Seminariet i Bogotá, där han stannade i sju år. Under denna tid blev Camilo intresserad av sociala frågor och framförallt frågan om fattigdom och social rättvisa.
Camilo Torres prästvigdes 1954, och reste därefter till Belgien, där han på rekommendation av kardinal Luque i Bogotá kunde studera sociologi vid universitetet i Leuven. I Europa kom han i kontakt med kristdemokraterna, den kristna fackföreningsrörelsen och med algeriska motståndsgrupper i Paris. 1958 utexaminerades han som sociolog med avhandlingen "En statistisk metod för den socioekonomiska verkligheten i Bogotá ".
Efter tillfälligt arbete som socialarbetare och kurator i Västberlin återvände han till Bogotá 1959 och utsågs till kaplan vid universitetet, där han 1960 tillsammans med Orlando Fals Borda grundade Sociologiska institutionen. Han medverkade i forskning som utfördes av Germán Guzmán, publicerad som " Våld i Colombia " 1962. Han publicerade sin essä " Våld och sociokulturella förändringar på Colombias landsbygd" 1963.

## Politisk verksamhet
Camilo Torres började allt mer att se folkets fattigdom som ett stort problem och förespråkade samarbete mellan kristna och marxister. Efter 1965 blev han mer känd i Colombia då han började sprida sina socialistiska revolutionära idéer. När han i strid mot order från sin ärkebiskop , kardinal Concha, fortsatte sin politiska verksamhet, blev han suspenderad från sin prästtjänst och tvingades även lämna sina arbetsuppgifter vid universitetet.
Under flera månader reste han runt i Colombia för att sprida sin kristet-kommunistiska rörelse. Han fick många anhängare, särskilt bland den akademiska ungdomen, och sågs av många som en potentiell ledare för en samlad vänsteropposition i National Front. 1965 publicerade Torres sitt program för enhetsfronten. I oktober samma år gick han in i den kommunistinspirerade Ejército de Liberación Nacional( ELN) och gick under jorden. 
Den 15 februari 1966 dödades han av regeringsstyrkor i byn El Carmen nära Santander i sin första strid mot den colombianska armén.
Han förvägrades en kristen begravning och hans gravplats är okänd.
1971 släppte Göteborgs kammarkör tillsammans med Håkan Strängberg, Elisabet Hermodsson och Lena Granhagen en LP som utgjorde en hyllning till Camillo Torres: Till Camilo Torres Och Revolutionen I Latinamerika. Röster I Mänskligt Landskap.